# 大外交
《大外交》是美国前国务卿亨利·基辛格关于国际关系的一部著作。全书以“21世纪世界新秩序”开篇，以“关于世界新秩序的重新思考”结束，共分为三十一章，从17世纪的三十年战争一直写到20世纪末冷战结束，纵横三百年历史，刻画了黎塞留、梅特涅、俾斯麥、丘吉尔、罗斯福、斯大林、戴高樂、尼克松、毛泽东、周恩來、里根、戈尔巴乔夫等各国政治人物的风采。
基辛格长期从事外交工作，对国际问题有着独到的见解。他深刻分析了国际变局的来龙去脉、各国外交风格的差异，同时重点揭示了美国外交政策的思想渊源。本书获得了很大成功，基辛格也因此奠定了他在国际关系领域的领军地位。
基辛格在書中闡述了其從政幾十年來總結的四種外交原則，分別為國家利益至上、勢力均衡、大國一致、集體安全。
全书共31章，基本阐述了基辛格对17世纪中期到20世纪末期国际外交主要形式、内容、变化、影响的理解，抽丝剥茧般的将枯燥的外交知识变得生动。